# La Force de l'âge
La Force de l’âge, publié en 1960, est le deuxième tome de l’œuvre autobiographique écrite par Simone de Beauvoir, précédé des Mémoires d'une jeune fille rangée (1958) et suivi de La Force des choses (1963) et de Tout compte fait (1972). On peut aussi inclure dans cette œuvre autobiographique le récit de 1964 : Une mort très douce.

## Résumé
Ce tome traite de la période de sa vie s'étendant de 1929, de sa réussite à l'agrégation préparée avec Jean-Paul Sartre, à la Libération de Paris en août 1944.
L’œuvre est divisée en deux grandes parties : la première se clôt en 1939, moment où « l'Histoire [l'] a saisie » et couvre donc une décennie. On y suit l'auteure dans sa nouvelle vie de femme active et indépendante : elle enseigne la philosophie à Marseille, puis à Rouen. Avec Jean-Paul Sartre qu'elle retrouve dès qu'elle le peut, elle continue à appréhender le monde de toutes les manières possibles, par des discussions, des rencontres, de nombreux voyages (Italie, Grèce, Espagne, Allemagne…), des amitiés fortes. Les deux membres du couple travaillent tous deux à devenir écrivain.
La deuxième partie couvre la période de la Seconde Guerre mondiale, dont la déclaration crée une cassure dans la vie de Simone de Beauvoir, après les dix ans de liberté et de bonheur de la première partie. L'auteure raconte la séparation d'avec Sartre, puis la dure période de l'Occupation. Cette lourde expérience conduit Sartre et Beauvoir à modifier leur façon d'envisager leur rôle d'écrivain et de citoyen.
Simone de Beauvoir clôt chacune des deux parties par quelques pages de bilan.

## Analyse et commentaires
Le genre
Ce volume est à la croisée du genre de l'autobiographie et de celui des mémoires — les deux termes étant employés par l'auteure dans son œuvre — car Simone de Beauvoir, tout en se concentrant sur son histoire personnelle, parle aussi, à partir de la deuxième partie, de son temps.
En effet, durant ces années, une large place est faite à la description de la France pendant la Drôle de guerre, sous l'Occupation, et aux actions de la Résistance. Simone de Beauvoir se fait bien témoin de l'histoire, mais par l'entremise de son expérience personnelle. De plus, elle est entourée par des personnes qui deviendront ou sont alors déjà des personnalités culturelles de l'époque, comme Charles Dullin, Marcel Mouloudji puis Albert Camus, Michel Leiris, Alberto Giacometti, etc., et son œuvre permet d'en avoir un portrait approfondi et une vision familière.
Dans la deuxième partie, Simone de Beauvoir rompt le récit rétrospectif pour inclure des pans de son journal de l'époque. Sa fille adoptive, Sylvie Le Bon de Beauvoir, a publié la version intégrale de ce journal sous le titre Journal de guerre, septembre 1939 – janvier 1941.

## Hommages
Le livre a été sélectionné comme sujet de Brevet de Français (grammaire, dictée et rédaction) en France Métropolitaine en Juin 2025